# Néstor Evencio Yee Amador
Alm. Néstor Evencio Yee Amador es un marino militar mexicano. Nació el 8 de octubre de 1946 en San José de Comondú, Baja California Sur. 

## Carrera militar
Ingresó a la Armada de México en la Heroica Escuela Naval Militar el 8 de enero de 1964. Fue oficial de Cargo, Jefe de Máquinas y Segundo Comandante de diversas Unidades de Superficie de la Armada. De igual forma, fue comandante de la ARM Córdova (PC-202), el ARM Seri (ARE-03), el ARM Yaqui (ARE-02), el Guardacostas “OCAMPO”, y Buque Salvamento Manzanillo. Fue Comandante de la Sexta Flotilla y Director de Área de Armas Navales, Área de Personal Naval y General de Oceanografía Naval. Fue Jefe de la Sección Primera del Estado Mayor General y Jefe del Estado Mayor de la Tercera Zona y Primera Región Naval. Fue Comandante del Sector Naval de Coatzacoalcos y Agregado Naval en la Embajada de México en Francia. Fue profesor, jefe de estudios y subdirector de la Heroica Escuela Naval Militar. Fue Comandante de la Octava Zona Naval y de la Región Naval Central, la Segunda Región Naval y la Cuarta Región Naval. Es comandante de la Fuerza Naval del Pacífico (México).